# Miriam Silverman
Miriam Silverman (New York, 1977) è un'attrice statunitense.

## Biografia
Nata e cresciuta a New York, ha studiato alla Bronx High School of Science e all'Università Brown, dove ha conseguito la laurea triennale nel 2001 e la magistrale nel 2005.
Successivamente ha lavorato per un decennio sui palchi dell'Off-Broadway, dove ha recitato in numerose opere teatrali classiche e moderne.  Nel 2017 ha esordito a Broadway con Junk e vi è tornata nel 2023 con The Sign in Sidney Brustein's Window; per la sua interpretazione nel ruolo di Mavis ha vinto il Drama Desk Award e il Tony Award alla migliore attrice non protagonista in un'opera teatrale.
È sposata con l'attore Adam Green e ha due figli.

## Filmografia parziale

### Cinema
- Bad Education, regia di Cory Finley (2019)

### Televisione
- Law & Order: Criminal Intent - serie TV, 1 episodio (2009)
- Pan Am - serie TV, 1 episodio (2011)
- Elementary - serie TV, episodio 3x08 (2014)
- NOS4A2 - serie TV, 2 episodi (2019)
- The Blacklist - serie TV, episodio 9x04 (2021)
- Blue Bloods - serie TV, episodio 12x13 (2022)
- La fantastica signora Maisel (The Marvelous Mrs. Maisel) - serie TV, 3 episodi (2022-2023)
- The Night Agent - serie TV, 2 episodi (2025)
- Your Friends & Neighbors - serie TV (2025)

## Doppiatrici italiane
Nelle versioni in italiano delle opere in cui ha recitato, Miriam Silverman è stata doppiata da:
- Selvaggia Quattrini in La fantastica signora Maisel
- Emanuela Damasio in The Night Agent
- Ester Albano in Your Friends & Neighbors